# Office fédéral de protection de la constitution
Pour les articles homonymes, voir BFV.
L'Office fédéral de protection de la constitution (en allemand : Bundesamt für Verfassungsschutz), ou BfV, est un service allemand de renseignements exerçant son activité sur le territoire allemand, dont la mission essentielle est de surveiller les activités contraires à la constitution de la République fédérale d'Allemagne (Grundgesetz).
Il est placé sous l'autorité du ministère fédéral de l'Intérieur et est dirigé par un président. En 2011, 2 823 personnes travaillaient au BfV, et environ 3 000 au sein des 16 LfV implantés régionalement.
La base juridique du BfV est la loi de protection de la constitution (en allemand : Bundesverfassungsschutzgesetz) du 20 décembre 1990 (entrée en vigueur le 30 décembre 2006). Sa dotation, issue du budget fédéral, était en 2005 de 137 millions d'euros  (2011 : 173,5 millions d'euros, et plus de 300 millions d'euros en ajoutant la dotation des 16 LfV).
En 2017, le budget du BfV a été considérablement augmenté, pour atteindre 348 millions d'euros. Ses effectifs croissent pour leur part avec une cible voisine de 3 400 agents (hors LfV).
Son siège principal se trouve dans le quartier de Volkhoven/Weiler à Cologne.
L'Office fédéral, pour l'essentiel, coordonne et utilise l'activité des 16 autorités régionales de protection de la constitution, mais peut également déployer une activité propre. Les autorités régionales (en allemand : Landesbehörden für Verfassungsschutz) existant dans le cadre des Länder ne sont pas subordonnées au BfV, mais sont des offices régionaux ou des services du ministère de l'intérieur du Land et sont donc placées sous l'autorité du Ministre de l'intérieur du Land en question, comme les services de police.

## Missions

### Obtention et valorisation de renseignements
Les missions principales de l'Office fédéral de protection de la constitution sont la collecte et la valorisation de renseignements concernant les activités extrémistes et hostiles à la constitution, c'est-à-dire notamment des activités politiques qui mettent en danger, par leurs orientations antidémocratiques, la réputation ou la sécurité, ou encore l'existence même de la République fédérale d'Allemagne, par exemple les partis ou organisations d'extrême gauche ou d'extrême droite. C'est ainsi que le parti d'extrême droite NPD ou l'Église de Scientologie ont été placés sous la surveillance de l'Office fédéral de protection de la constitution, sur la base d'activités considérées comme anticonstitutionnelles. À la suite des meurtres en Libye en 1994 d'un couple d'agents secrets de l'Office fédéral de protection de la constitution, les Becker, le premier mandat d'arrêt contre Oussama ben Laden est lancé à la mi-avril 1998.
Dans le secteur de l'obtention de renseignements, le BfV emploie des informateurs (V-Personen, personnes de confiance ou intermédiaires), qui exercent par exemple aussi une activité au sein du NPD, ce qui a conduit à l'échec de la procédure d'interdiction de ce parti, car, pour des raisons de protection des sources, ceux-ci n'ont pu être cités comme témoins dans la procédure d'interdiction. Les détracteurs du BfV lui reprochent en outre d'avoir en fin de compte encouragé financièrement les activités du NPD et de ses militants. Pour cette raison, ils expriment des doutes sur la possibilité de justification par le seul objectif d'obtention de renseignements, en particulier dans la mesure où on a appris qu'un cadre dirigeant du NPD sur sept travaille pour le BfV.

### Contre-espionnage
Une autre mission statutaire du BfV est le contre-espionnage. Le BfV distingue trois types d'espionnage :
- espionnage politique ;
- espionnage industriel : le domaine de prédilection est la recherche scientifique ; il permet à d'autres pays ou à des groupes industriels de se procurer des techniques de pointe ;
- espionnage militaire :  il s'agit notamment d'obtenir des renseignements sur les effectifs militaires allemands, l'équipement des troupes, etc. Le contre-espionnage de ce type est de la compétence du Service de contre-espionnage militaire (Militärischer Abschirmdienst, MAD), dont le siège se trouve également à Cologne, dans les locaux de l'Office de l'armée de terre (Heeresamt) - les bureaux des « services amis » étaient installés, jusqu'au tournant politique de 1990 en RDA, à Bonn, siège du gouvernement, ville située à 20 km environ de Cologne.

### Protection des informations confidentielles
Une autre mission du BfV est la protection des données confidentielles. On entend par là la protection d'informations secrètes détenues par l'État et par les entreprises industrielles travaillant pour son compte, afin d'en empêcher la transmission à des services secrets ennemis (les  États-Unis, le Royaume-Uni, la France par exemple sont considérés comme des pays « amis »), ou à des groupes de pression et personnes privées essayant de transmettre à de tels services des informations classifiées  ou autres données sensibles.

## Les divisions et leurs missions

### Division 1
- Questions centrales spécifiques
- Rédaction de rapports
- Protection des données personnelles
- Observation
- Techniques du renseignement
- G 10 (secret de la correspondance et des communications téléphoniques) : application de l'article G-10, loi précisant l'article 10 de la Loi Fondamentale, entrée en vigueur le 13 août 1968 (BGBl. I p. 949), qui détermine les compétences des services secrets allemands en matière d'empiètements sur le secret de la correspondance, le secret postal et des télécommunications, garantis par l'article 10 de la Loi Fondamentale. Dans la langue courante, le G10 est également dénommé « loi sur les écoutes » (Abhörgesetz).

### Division 2
- extrémisme et terrorisme allemand d'extrême droite
- extrémisme et terrorisme allemand d'extrême gauche

### Division 3
(fusionnée avec la division 2)

### Division 4
- Contre-espionnage
- Protection des données confidentielles
- Protection contre le sabotage

### Division 5
- Activités dangereuses pour la sécurité et activités extrémistes qui sont le fait d'étrangers ou proviennent de l'étranger (sauf activités islamistes)

### Division 6
- Extrémisme islamiste
- Terrorisme islamiste

### Division Z – Missions centrales et administratives(enallemand:Zentral- und Verwaltungsaufgaben)
- Personnel
- Budget
- Service juridique
- Service informatique

## École de protection de la constitution(enallemand:Schule für Verfassungsschutz)/ recrutement de personnel
Le BfV emploie des fonctionnaires et des contractuels.  La formation des hauts fonctionnaires est assurée par l'École spéciale supérieure d'administration publique fédérale (Fachhochschule des Bundes für öffentliche Verwaltung : FH Bund), dont le siège principal se trouve à Brühl près de Cologne. La FH Bund est composée de plusieurs facultés. La faculté de sécurité publique est compétente pour la formation des fonctionnaires des services de protection de la constitution et du Service fédéral de renseignement (Bundesnachrichtendienst, BND). Des établissements de formation de certaines administrations fédérales sont rattachées à la FH Bund, par exemple l'École du BND (SBND), l'École de protection de la constitution (Schule für Verfassungsschutz). La formation à la FH Bund se compose de différents cursus d'études accomplis soit dans la partie centrale de l'École, soit dans les différentes facultés, ainsi que de stages. Les contenus d'enseignement propres aux services de protection de la constitution sont dispensés dans l'antenne de la FH Bund, à Swisttal-Heimerzheim (Rhénanie-du-Nord-Westphalie). Les mémoires de fin d'études ou de séminaire des fonctionnaires des services de protection de la constitution sont publiés dans une collection de la FH Bund intitulée Contributions à la sécurité intérieure (en allemand : Beiträge zur inneren Sicherheit).

## Méthodes
Pour remplir ces fonctions, l'Office fédéral de protection de la constitution utilise différentes méthodes de collecte de l'information :

### Sources publiques
La plupart des informations utilisées par l'Office fédéral de la constitution proviennent de renseignements de sources ouvertes telles que la presse écrite, la télévision, Internet ou des documents du type tract. En outre, les collaborateurs du BfV assistent à des réunions publiques d'information.

### Méthodes de renseignement
Cependant, le BfV utilise également des méthodes relevant des services de renseignement. C'est ainsi qu'il utilise aussi des sources provenant d'informateurs ayant des activités dans les milieux extrémistes. L'ouverture du courrier ou les écoutes téléphoniques font également partie des mesures que peut prendre le BfV. Toutefois, pour la mise en œuvre de ce type d'actions, il doit respecter la Loi sur la limitation du secret de la correspondance et des télécommunications (G10 2001).
Perquisitions en ligne
L'Office ne fait pas de déclaration publique concernant la pratique des perquisitions en ligne. Les perquisitions en ligne sont-elles autorisées par la loi ? Il existe actuellement un débat en Allemagne sur cette question, et le Tribunal constitutionnel fédéral s'est récemment prononcé sur ce sujet, en encadrant strictement les possibilités juridiques de cette pratique.

## Organisations et personnes faisant l'objet d'une surveillance
Voici quelques exemples de groupes de personnes qui sont ou ont été interrogées ou surveillées par des membres du BfV ou ses organisations annexes :
- Al-Qaïda; Le premier mandat d'arrêt lancé contre Oussama ben Laden date de mi-avril 1998 et il émane d'Interpol, à la demande de la Libye à la suite de l'assassinat en 1994 sur son sol d'un couple d'agents secrets de l'Office fédéral de protection de la constitution[1] (en allemand : Bundesamt für Verfassungsschutz/BfV).
- personnes appartenant au parti Die Linke (anciennement PDS - cependant, ce n'est pas tout le parti qui fait l'objet d'une surveillance, mais seulement certains de ses groupes ou courants comme la Plate-forme communiste ou le Forum marxiste, ainsi que deux de ses groupes de travail, considérés comme hostiles à l'ordre constitutionnel), dont des députés aux diète régionales et au Bundestag, ou encore des membres des partis ou groupes suivants : KPD, DKP, Parti marxiste-léniniste d'Allemagne (en allemand : Marxistisch-Leninistische Partei Deutschlands, MLPD), Fraction armée rouge (RAF), Jeunesse Libre d'Allemagne (en allemand : Freie Deutsche Jugend, FDJ), du parti maoïste turc TKP/ML (en allemand : Türkiye Komünist Partisi/Marksist-Leninist) et d'autres organisations réputées d'extrême gauche ou d'extrême droite.
- Personnes membres d'organisations réputées de droite extrême ou d'extrême droite, telles le NPD, Die Republikaner (REP), la Deutsche Volksunion (DVU), ainsi que les Freie Kameradschaften (groupes informels néo-nazis) ou des personnes proches de ces organisations.
- Organisations islamistes fondamentalistes ou organisations islamistes telles que le Califat de Cologne de Cemaleddin Kaplan (ICCB) ou la Communauté islamique Milli Görüş, etc.
- L'Église de Scientologie.
- Réfugiés issus du Bloc de l'Est, car les services secrets du bloc socialiste infiltraient des agents parmi les personnes qui quittaient la République démocratique allemande pour émigrer à l'Ouest grâce à une demande de sortie (en allemand : Ausreiseantrag), notamment afin d'espionner les détenteurs de secrets d'État occidentaux.
- Hommes politiques de l'ancienne République démocratique allemande (RDA) et d'autres États socialistes (écoutes et analyses).
- Les organisations anarchistes telles que l'Union libre des travailleuses et des travailleurs ou le Syndicat anarcho-syndicaliste d'Allemagne.

## Contrôle et procédure de rapport
L'Office fédéral de protection de la constitution est contrôlé par la commission de contrôle parlementaire du Bundestag, dans le cadre de la procédure de contrôle parlementaire, en coopération avec la commission budgétaire confidentielle (Vertrauensgremium) du Bundestag, dont la mission est de donner son accord sur les plans de gestion des services de renseignement, qui doivent rester secrets. La procédure est la même pour le BND et le Service de contre-espionnage militaire (MAD).
En guise de compte rendu et afin de donner des informations d'ordre général sur l'extrémisme politique, le contre-espionnage et la protection des données confidentielles, le BfV publie chaque année un rapport (Verfassungsschutzbericht) qui peut être obtenu gratuitement sur demande et peut également être téléchargé sur son site Internet.

### Observateurs indépendants de l'État
Surtout dans les années 1980, il y a eu en Allemagne des groupes tels que l'association civique « Des citoyens observent la police » (en allemand : Bürger beobachten die Polizei) proposant un accompagnement critique des activités de protection de la constitution. Au sein du mouvement des droits civiques Union Humaniste (Humanistische Union, qui milite aussi pour la libre-pensée) ainsi que de nombreuses organisations libérales de gauche ou de gauche tout court, la protection de la constitution a toujours constitué l'un des thèmes centraux dans les discussions sur une société ouverte et démocratique. Parmi elles, il faut mentionner le Comité pour les droits fondamentaux et la démocratie et d'autres associations de défense des droits de l'homme. Le magazine Droits civiques et police/CILIP (en allemand : Bürgerrechte & Polizei/Civil Liberties and Police) traite régulièrement depuis cette époque de problématiques liées à la protection de la constitution.
En 1991, un scandale éclata quand le rapport sur la protection de la constitution fut présenté et discuté avant même sa publication officielle au sein du mouvement autonome berlinois dans des assemblées générales, ainsi que dans les colonnes de l'hebdomadaire autonome interim. Des « manœuvres d'approche » réalisées par les services de protection de la constitution furent rendues publiques. Les discussions sur l'activisme politique qui eurent lieu se firent également dans le contexte des activités des services de protection de la constitution, dont les actions, comme la mise à disposition d'explosifs en faveur du groupe terroriste Tupamaros Berlin-Ouest, afin que celui-ci réalise un attentat manqué contre un centre communautaire juif, furent l'occasion d'une condamnation de principe de la violence politique. Dans l'affaire dite du « trou de Celle », on constata que les services de protection de la constitution étaient à la fois commanditaires et fournisseurs d'explosif du dynamitage, dont ils avaient eux-mêmes tiré les ficelles : un trou avait été percé dans le mur extérieur de la maison d'arrêt de Celle en Basse-Saxe, afin d'infiltrer un agent provocateur parmi un groupe de détenus qui n'avaient jusque-là pas été suffisamment observés.

## Critiques
La suppression des services de protection de la constitution n'a cessé d'être demandée dans le passé. C'est ainsi que le programme électoral des Verts a demandé jusqu'en 1998, le démantèlement progressif de tous les services secrets allemands.
Le BfV a parfois été l'objet de critiques exprimées par le grand public : ainsi, en 1976, une campagne  d'observation de la  Fraction armée rouge fut lancée, qui devait durer plusieurs mois. Klaus Traube, ancien responsable repenti de l'industrie nucléaire, soupçonné de terrorisme au profit de la Fraction armée rouge, fut mis sur écoutes. On parla d'affaire Traube. Les soupçons se révélèrent sans fondement, et le Ministre de l'intérieur de l'époque, Werner Maihofer, fut contraint de démissionner.
De la même façon, le BfV fit parler de lui dans le cadre de la procédure d'interdiction à l'encontre du NPD. Une raison essentielle qui conduisit à l'échec de la procédure est que le BfV, en accord avec le Ministre de l'intérieur Otto Schily, refusa de faire savoir quelles activités avaient été initiées par le parti lui-même et lesquelles avaient pour origine le BfV ou des informateurs de celui-ci infiltrés dans l'appareil du parti et devenus permanents. Le Tribunal constitutionnel fédéral (qui peut seul prononcer l'interdiction d'une organisation politique) ne pouvant ainsi pas distinguer les actions devant être attribuées au parti de celles dans lesquelles le BfV était indirectement impliqué, il refusa de donner suite à la demande d'interdiction du NPD.
Une dépêche de l'agence de presse dpa selon laquelle un dirigeant sur sept du NPD est financé par le BfV ne fut jamais démentie.
L'un des détracteurs les plus éminents de la pratique du BfV est le constitutionnaliste Dietrich Murswiek. Il a abordé dans différentes publications la problématique des interventions du BfV empiétant sur les droits fondamentaux. Sa dernière intervention à ce sujet a eu lieu en décembre 2006 lors d'un colloque intitulé Islam et protection de la constitution, au cours duquel il a de nouveau critiqué la pratique des rapports du BfV. La critique de Murswieks est avant tout dirigée contre ce qu'il appelle « rapports sur la base du soupçon » : « Dans la plupart des rapports du BfV, il n'est pas seulement question d'éléments dont l'hostilité envers l'ordre constitutionnel est avérée, mais aussi d'organisations qui sont seulement soupçonnées par le BfV d'activités contraires à la constitution. Cette pratique est illégale. Elle n'a aucun fondement dans les lois qui régissent la protection de la constitution et est en outre contraire à la loi fondamentale. » (Murswiek, Der Verfassungsschutzbericht, p. 3). Le principe régissant la pratique des rapports du BfV est en effet, selon les lois de protection de la constitution, que les organisations dont le rapport fait allusion doivent poursuivre des buts réellement extrémistes et non être des organisations pour lesquelles n'existent que des indices pouvant laisser croire qu'elles pourraient poursuivre de tels buts. Il en ressortirait donc que le BfV n'aurait pas le droit de faire référence à toutes les organisations qu'il observe légalement. En effet, ajoute Murswiek, le tribunal administratif d'appel de Berlin-Brandebourg a, pour cette raison, interdit la pratique du rapport sur la base du soupçon pour le Land de Berlin.  Le tribunal administratif d'appel de Düsseldorf et celui de Münster ainsi que le Tribunal constitutionnel fédéral l'ont en revanche déclarée licite (références in Murswiek, Der Verfassungsschutzbericht, p. 4 ss.). Cependant, si l'on considère comme licite la pratique du rapport sur la base du soupçon, il faut selon Murswiek garantir que le rapport permet de différencier les cas d'hostilité avérée à la constitution des cas où existent de simples soupçons. Il considère que le rapport fédéral du BfV a certes tiré les conclusions de l'arrêt du Tribunal constitutionnel fédéral concernant la revue Junge Freiheit, dans la mesure où ses rubriques sont maintenant assorties de titres explicites : « menées » et « cas donnant lieu à des soupçons », mais que les actuels rapports du BfV, même sous cette forme, ne répondent pas aux exigences de la Loi fondamentale. La pratique des rapports officiels ne doit pas faire prévaloir le « règne du soupçon » dans le sens d'une « sanction négative » : « Les lois régissant la protection de la constitution ainsi que les critères arrêtés par le Tribunal constitutionnel fédéral n'autorisent pas que la pratique des rapports concernant la protection de la constitution ne soient fondés que sur le soupçon du soupçon. » (Murswiek, Der Verfassungsschutzbericht, p. 14).
Le BfV a été mis en cause, et plusieurs de ses dirigeants ont démissionné, à la suite des controverses liées à la série de meurtres racistes commis par le NSU,.
Partage des métadonnées des citoyens allemands
Le 27 août 2015, Die Zeit publie des documents révélant un accord entre la NSA et le BfV. Cet accord consiste à ce que le BfV partage les métadonnées de tous les citoyens allemand avec l'agence de sécurité américaine, en échange d'un accès à une copie du logiciel phare de la NSA, xKeyscore.

## Jugements concernant la protection de la constitution
Jugement sur Junge Freiheit : en mai 2005, le Tribunal constitutionnel fédéral  a constaté, dans l'affaire opposant l'hebdomadaire de droite Junge Freiheit au Land de Rhénanie-du-Nord-Westphalie, que le fait de qualifier, dans le rapport du service régional de protection de la constitution, un organe de presse de publication d'extrême droite représente une restriction illicite de la liberté de la presse.
En avril 2006, le tribunal administratif d'appel de Berlin-Brandebourg, a statué que le parti Die Republikaner avait été indûment évoqué dans le rapport des services de protection de la constitution de Berlin, après la directive du Ministre de l'intérieur du Land, en décembre 1992, décidant de placer le parti sous surveillance.

## Exposition
Die braune Falle – Eine rechtsextremistische Karriere (en français : « Le piège brun – une carrière à l'extrême droite ») est une exposition itinérante de l'Office fédéral de protection de la constitution[réf. souhaitée].

## Présidents du BfV
De nombreux présidents du BfV ont atteint un degré de notoriété inattendu, sont partis en retraite anticipée ou ont démissionné.
- 1950–1954 Otto John (prononcer [jɔ:n]) – En juillet 1954, John, ancien agent secret britannique, fit, dans des circonstances qui n'ont pas encore été complètement élucidées, une apparition publique en RDA. Après des interventions à la radio est-allemande qui servirent la propagande communiste et des interrogatoires par la Stasi et le KGB, il retourna à l'Ouest à la surprise générale en décembre 1955 et fut condamné à une peine de prison de quatre ans. Le séjour d'Otto John en RDA, volontaire ou forcé, fut l'un des premiers grands scandales politiques des débuts de la  République fédérale d'Allemagne[réf. souhaitée].
- 1955–1972 Hubert Schrübbers – démission après la révélation de ses activités dans la justice sous le régime nazi. Pendant la présidence de Schrübbers, un nombre étonnamment important de postes élevés dans la hiérarchie du BfV auraient été confiés à d'anciens membres des SS et du SD[réf. souhaitée].
- 1972–1975 Günther Nollau – démission après la découverte de l'espion est-allemand Günter Guillaume à la Chancellerie fédérale sous Willy Brandt[réf. souhaitée].
- 1975–1983 Richard Meier – démission à cause d'une affaire judiciaire privée (condamnation pour homicide involontaire lors d'un accident automobile)[réf. souhaitée].
- 1983–1985 Heribert Hellenbroich – fut tout d'abord nommé en juillet 1985 président du Service fédéral de renseignement (BND). Il fut mis à la retraite le 29 août après la fuite en RDA de son ancien subordonné, Hansjoachim Tiedge, Regierungsdirektor au BfV. Tiedge était responsable du contre-espionnage[réf. souhaitée].
- 1985–1987 Ludwig-Holger Pfahls – recherché depuis juillet 1999 pour corruption dans sa fonction suivante, secrétaire d'État auprès du Ministère fédéral de la Défense, en fuite et internationalement recherché, arrêté à Paris le 12 août 2005 et condamné à deux ans et trois mois de prison pour trafic d'influence et fraude fiscale (l'inculpation pour corruption passive dut être abandonnée), libéré sous conditions le 1er septembre 2005[réf. souhaitée].
- 1987–1991 Gerhard Boeden
- 1991–1995 Eckart Werthebach – démission causée par la reprise d'une enquête pour présomption de divulgation de secrets[réf. souhaitée].
- 1995–1997 Hansjörg Geiger
- 1997–2000 Peter Frisch – membre du « Groupe de discussion services secrets en Allemagne » (en allemand : Gesprächskreis Nachrichtendienste in Deutschland e.V.).
- 2000–2012 : Heinz Fromm - démission liée aux meurtres du NSU[9].
- 2012–2018 : Hans-Georg Maaßen. Maaßen est contraint à la démission après avoir émis des doutes concernant l'authenticité d'une vidéo, largement diffusée par les grands médias et dont Angela Merkel s'était offusquée[10], évoquant des « chasses collectives » contre les migrants à Chemnitz fin août 2018[11],[12].